# Estatua de George Washington (Houdon)
George Washington es una estatua del escultor francés Jean-Antoine Houdon de finales del siglo XVIII. Basado en una máscara de vida y otras medidas de George Washington tomadas por Houdon, se considera una de las representaciones más precisas del tema. La escultura original se encuentra en la rotonda del Capitolio del Estado de Virginia en la ciudad de Richmond, la capital del estado de Virginia (Estados Unidos). Ha sido copiada por diversosescultores y hay versiones en varias ciudades, universidades y museos.
La fecha dada para la escultura varía. Fue encargado por la Asamblea General de Virginia en 1784, comenzó en 1785, firmó "1788", se completó en 1791 o 1792 y se entregó en 1796.

## Descripción
La estatua original está tallada en mármol de Carrara y pesa 18 toneladas. Representa un Washington de tamaño natural de pie. En su mano derecha tiene un bastón, su brazo izquierdo descansa sobre una fasces en la que cuelga su capa y espada, y en la parte posterior hay un arado. Se le muestra vistiendo su uniforme militar, ya que Washington deseaba ser representado con un atuendo contemporáneo, en lugar del de la antigüedad popular en la escultura neoclásica.
Con su selección de objetos tanto civiles (el arado y la caña) como militares (las fajas, la espada y el uniforme), se ha interpretado que la estatua invoca la imaginería y el ideal de un dictador de la Antigua Roma, Cincinnatus, con quien se ha comparado a Washington. en su decisión de retirarse de la vida pública después de la Guerra de Independencia. Washington fue elegido presidente de la Sociedad de Cincinnati en 1783. En el momento de la comisión de la estatua, Washington aún no había servido en la Convención Constitucional y no se convertiría en presidente de los Estados Unidos hasta 1789.
El presidente del Tribunal Supremo, John Marshall, contemporáneo de Washington, dijo sobre la obra: "Nada en bronce o piedra podría ser una imagen más perfecta que esta estatua del Washington vivo".

## Original de Houdon

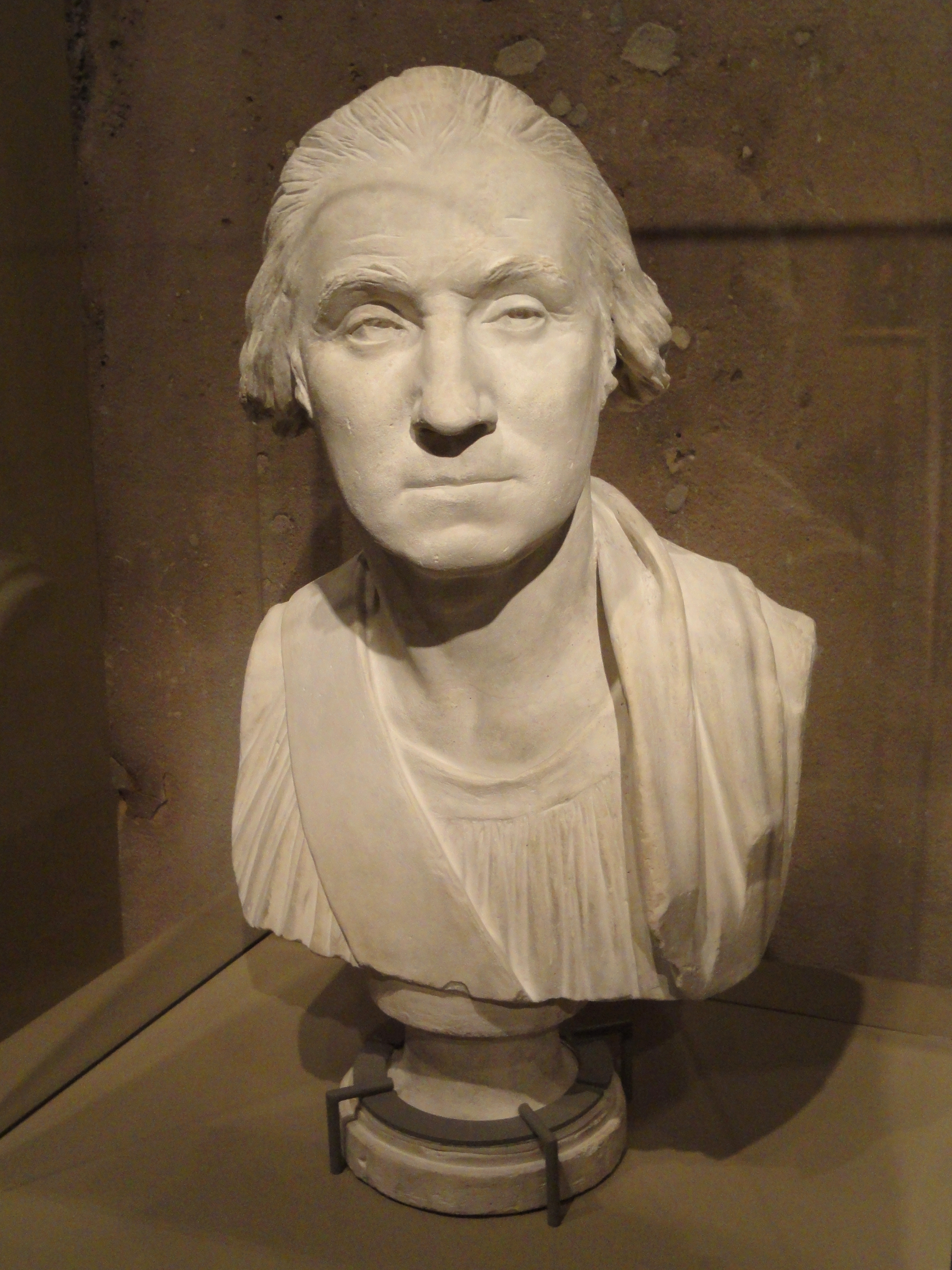
Durante el proceso de diseño, Houdon produjo este busto de yeso de Washington en 1786. Más tarde lo revisó antes de hacer la estatua final. (Galería Nacional de Retratos)

En 1784, la Asamblea General de Virginia encargó una estatua de George Washington "para que fuera del mármol más fino y la mejor mano de obra", lo que requería un artesano europeo. El gobernador de Virginia encomendó la selección del artista a Thomas Jefferson, entonces embajador en Francia, quien junto con Benjamin Franklin recomendó que Jean-Antoine Houdon, el escultor más famoso de la época, ejecutara la obra.
Insatisfecho con trabajar a partir de un dibujo de Washington de Charles Willson Peale enviado para el proyecto, y atraído por un posible encargo de un monumento ecuestre por parte del Congreso de la Confederación, Houdon acordó viajar a los Estados Unidos para trabajar directamente desde Washington. Su viaje estaba condicionado a que su vida estuviera asegurada para el viaje, pidiendo "que se pagaran diez mil libras a su familia en caso de que falleciera durante el viaje". El 28 de julio de 1785 (o 22 de julio de 1785) Houdon zarpó con Benjamin Franklin y "dos de sus trabajadores" desde Southampton, Inglaterra, llegando a Filadelfia el 14 de septiembre.
A principios de octubre de 1785, Houdon junto con tres asistentes se quedaron en la plantación Mount Vernon de Washington, tomando medidas detalladas de los brazos, piernas, manos y pecho de Washington y haciendo una máscara de vida de su rostro. En diciembre, Houdon había regresado a Francia.
Aunque está inscrito con la fecha "1788", se completó en Francia en 1791 o 1792 (según la fuente). Finalmente fue entregado a Richmond en 1796 y colocado en la rotonda el 14 de mayo de 1796. Se han dado varias explicaciones para el retraso en su entrega, incluida la Revolución francesa y los pagos intempestivos a Houdon, aunque la mayoría de las fuentes coinciden en que la construcción continua del nuevo Capitolio del Estado de Virginia impidió su instalación hasta el momento en que llegó.
El monumento ecuestre que originalmente atrajo a Houdon a Estados Unidos nunca se encargó. La resolución de 1783 que autorizaba tal estatua finalmente se cumpliría en 1860 cuando la estatua ecuestre de George Washington de Clark Mills se instaló en Washington Circle.
A principios del siglo XXI, la estatua, junto con la máscara de vida y el busto creados por Houdon durante el proceso de diseño, se utilizaron como parte de una reconstrucción forense de George Washington en varias edades realizada por Mount Vernon.

## Copias
A partir del siglo XIX, se han realizado numerosas copias de la estatua en bronce y yeso, con moldes a menudo hechos directamente del original.

### Moldes de Hubard
Tras la destrucción de una estatua de Washington creada por Antonio Canova cuando la Casa del Estado de Carolina del Norte se quemó en 1831, se temía que la estatua de Houdon pudiera sufrir un destino similar. Durante la década de 1850, la Asamblea General de Virginia autorizó la fundición de 11 copias de bronce del monumento. Seis bronces fueron producidos por la fundición del artista de Richmond William James Hubard. Los moldes conocidos de la fundición Hubard se encuentran en:
- Instituto Militar de Virginia en Lexington, inaugurado en 1856. Después de la ocupación de Lexington en la Guerra de Secesión, se trasladó temporalmente a Wheeling, West Virginia, y regresó en 1866.[19]
- Capitolio del Estado de Carolina del Norte, en 1857. Fue el primer monumento colocado en los terrenos del nuevo capitolio, diseñado para reemplazar la estatua destruida de Canova.[20]
- Terrenos de la Casa del Estado de Carolina del Sur en Columbia, 1853 e instalados en 1858[21][22]
- Otro viajó un poco y finalmente encontró un hogar en Lafayette Park, St. Louis, en 1914[23][24]
- Rotunda de Alumni Hall en la Universidad Miami, Oxford[25]
- Ayuntamiento de Nueva York, emitido en 1857, comprado en 1884[26]

Un molde de yeso de Hubard, una vez ubicado en el Capitolio, se trasladó en 1950 al Museo Smithsoniano de Arte Americano, y en 2007 se transfirió a la Fundación Jamestown-Yorktown en Virginia.

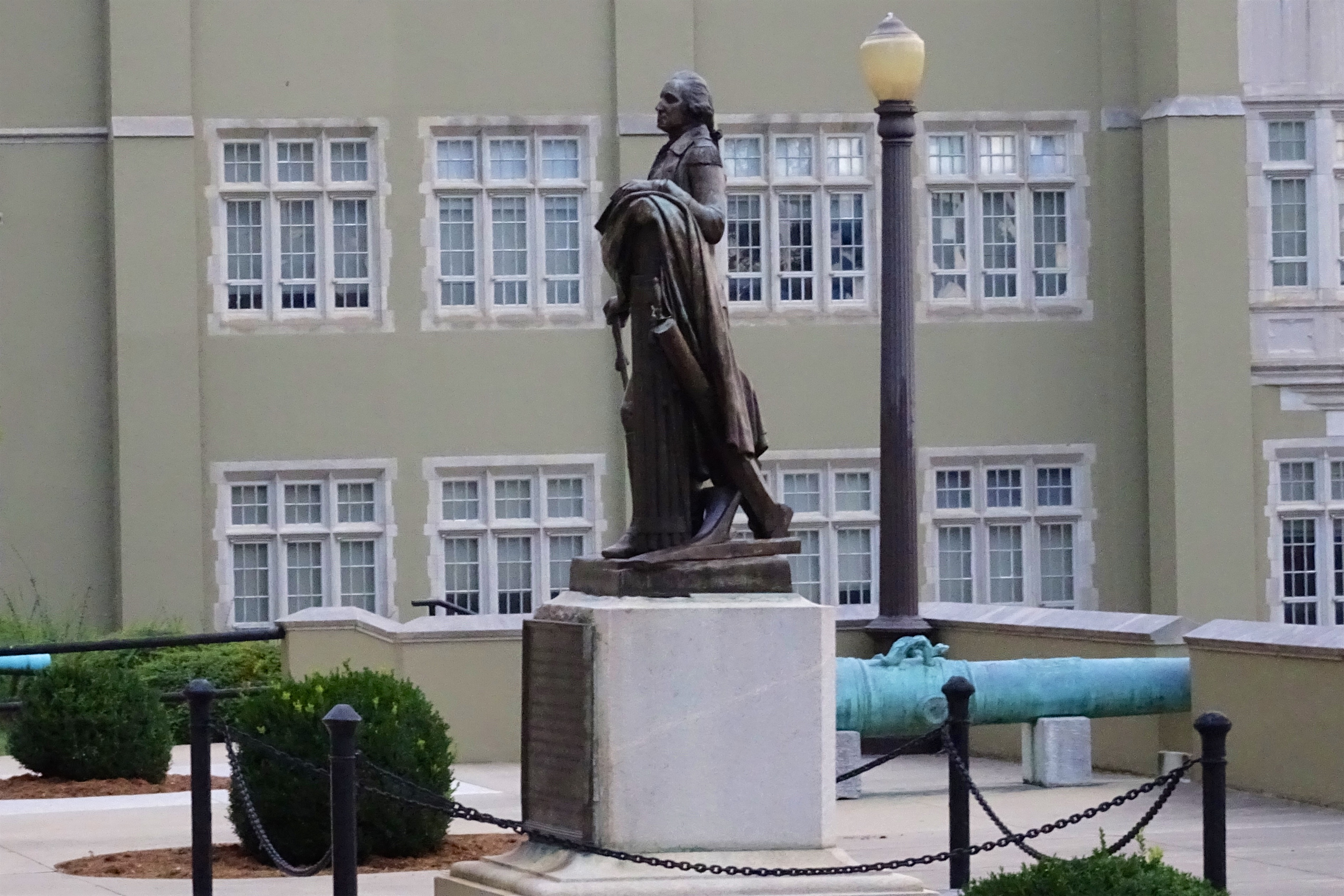
Molde de Hubard de George Washington, Instituto Militar de Virginia
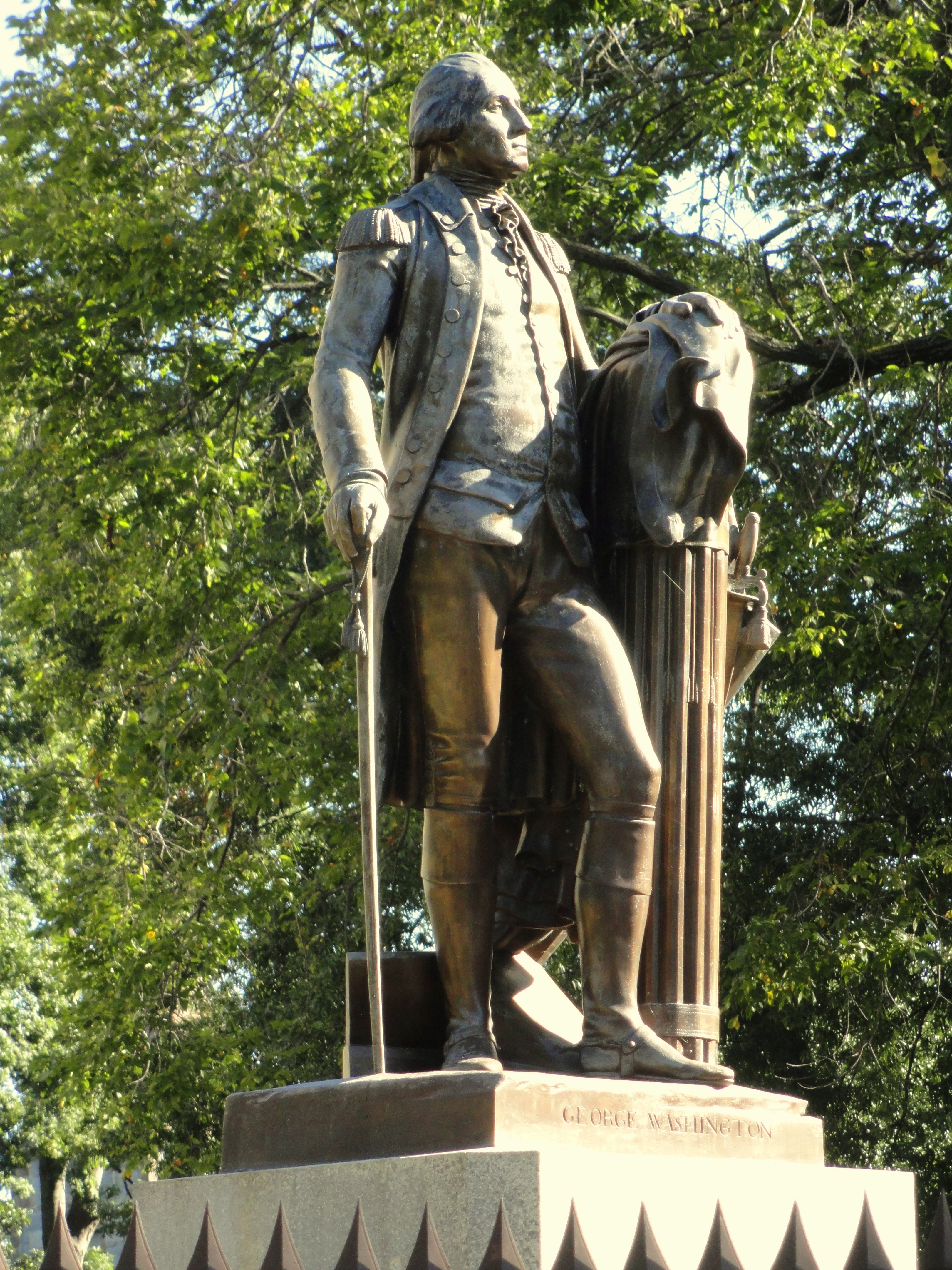
En el Capitolio del Estado de Carolina del Norte

### Moldes de Gorham
A principios del siglo XX (1908 o 1909), la Commonwealth de Virginia encargó que se agregara un nuevo elenco a la Colección National Statuary Hall. Ahora es una de las seis estatuas estatales ubicadas en la rotonda del Capitolio de los Estados Unidos en Washington D. C.

En 1910, una ley de la Asamblea general de Virginia declaró: "Que se otorgue el permiso y la autoridad del Estado de Virginia... a Gorham Manufacturing Company... para hacer más copias o reproducciones de la estatua de George Houdon Washington from the molds ahora en posesión de dicha empresa... perteneciente al Estado de Virginia, para cualquier Gobierno Nacional, Estatal, Territorial, Condado o Municipal... para cualquier universidad, colegio, escuela, biblioteca, galería de arte, u otra institución educativa: para cualquier sociedad patriótica... relacionada con la historia y los logros de George Washington". Cada copia debía ser sellada con el gran sello de Virginia y la frase, "Copiado del original por Houdon..." Gorham debía pagar al estado 500 dólares por cada estatua que hiciera. La legislatura de Virginia prohibió la toma de moldes en el futuro, por lo que los moldes posteriores se hicieron a partir de moldes existentes.

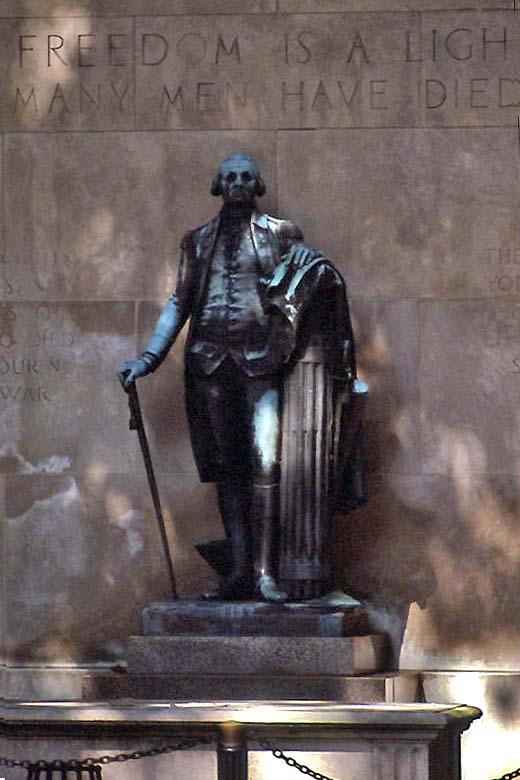
Gorham emitido en Filadelfia
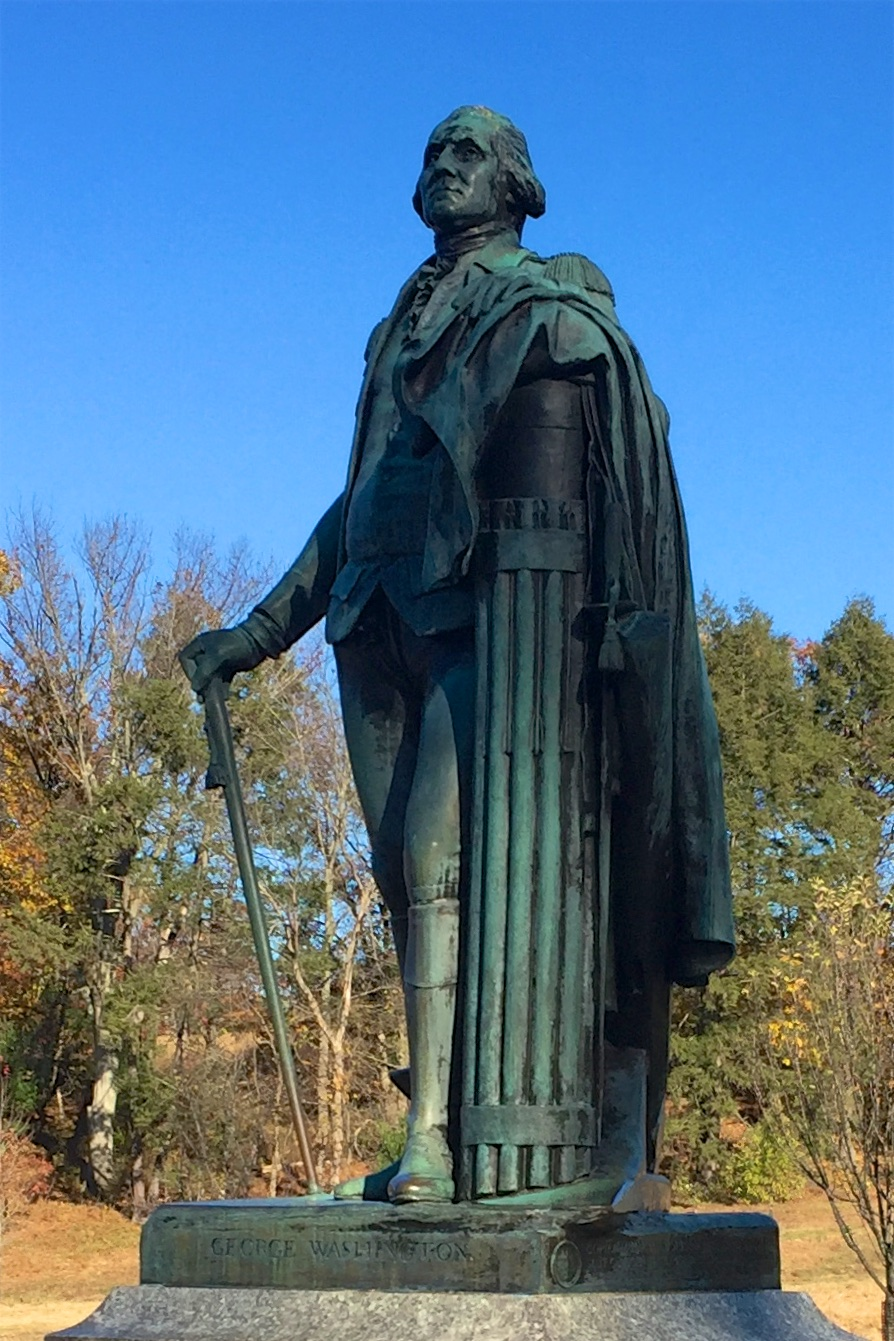
En el Parque Nacional Valley Forge
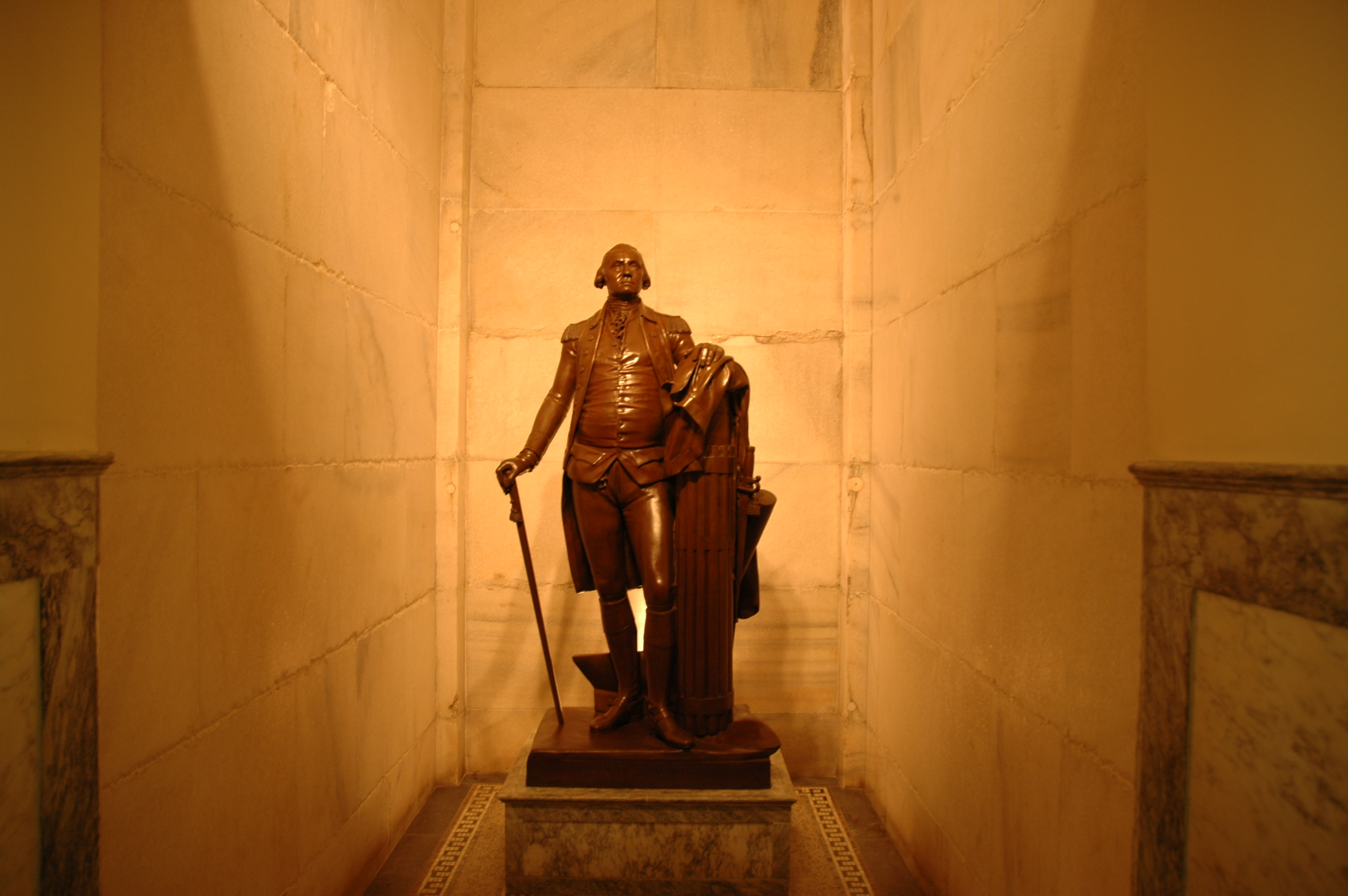
Dentro del Monumento a Washington

Las ubicaciones conocidas de los moldes de Gorham incluyen:
- En 1910, la Asamblea General de Virginia presentó una copia de bronce al pueblo de Francia utilizando los moldes de Gorham.[5]
- Springfield[31]
- Jefferson Memorial Park, Pittsburgh, 1910[32][33]
- Oshkosh, 1911[34][35]
- Universidad de Virginia, Charlottesville, dedicado 1913[36]
- The Instituto de Arte de Chicago, 1917,[37] originalmente ubicado frente al museo, pero en 1979 se mudó al interior y actualmente en el Ayuntamiento de Chicago[38][39][40]

- Trafalgar Square en Londres, 1921
- Lima, dedicado el 4 de julio de 1922[41]
- Filadelfia, 1922,[42] entregado por primera vez al Museo de Arte de Filadelfia en 1922 y luego trasladado a Washington Square en 1954[43]

- Museo del Patrimonio Nacional, Lexington ; reparto 1924[44]

- Fair Oaks Park, Mineápolis, donado en 1931, dedicado en 1932,[45] obtenido por una sucursal local de la Daughters of the American Revolution,[46] y derrocado en noviembre de 2020.[47]

- Parque histórico nacional Valley Forge, Valley Forge[48][49]
- Plaza del Centro Cívico, Los Ángeles; 1933[50]
- City College de Nueva York, 1931[51]
- Biblioteca y Ateneo Redwood, Newport. Dedicado 1932[52]
- Albany, dedicado 1932[53]
- El quad en la Universidad George Washington, 1932[54][55]
- Vestíbulo de la escuela Maxwell en la Universidad de Syracuse, 1937[56]

### Otros moldes
Desde los moldes  de Gorham, se han realizado algunos adicionales:
- Biblioteca John M. Olin en el campus de la Universidad Washington en San Luis, San Luis, emitido en 2004[57]
- Casa Larz Anderson, sede de la Sociedad de Cincinnati, Washington D. C., elaborada en 2008[58]

Además de las fundiciones de bronce, se hizo un número desconocido de vaciados de yeso, incluido uno de 1932 en exhibición en Indiana Statehouse en Indianápolis, Indiana, y uno en George Washington Hall de la Universidad de Mary Washington en Fredericksburg, Virginia de marca desconocida, que data de la década de 1930.